# Alelnök (film)
Az Alelnök (eredeti cím: Vice) 2018-ban bemutatott amerikai életrajzi vígjáték-dráma, melyet Adam McKay írt és rendezett.
A film főszereplőjét, a korábbi amerikai alelnök Dick Cheneyt Christian Bale alakítja. További fontosabb szerepekben Amy Adams, Steve Carell, Sam Rockwell, Tyler Perry, Alison Pill, Jesse Plemons és Justin Kirk látható. A történet azt meséli el, Cheney hogyan vált az Amerikai Egyesült Államok történelmének legbefolyásosabb alelnökévé. Oliver Stone 2008-as W. – George W. Bush élete című életrajzi filmje után az Alelnök a második olyan film, melynek központi témája George W. Bush elnöksége. A film elkészítését 2016 novemberében jelentették be, Bale 2017 áprilisában vállalta el a címszerepet és a többi színész is ugyanebben az évben csatlakozott a produkcióhoz.
Az Alelnök 2018. december 25-én került az amerikai mozikba, az Annapurna Pictures forgalmazásában. Magyarországon 2019. február 21-én mutatták be a Fórum Hungary forgalmazásában.
A film (azon belül McKay forgatókönyve és rendezői stílusa) megosztotta a kritikusokat, de a színészi játékot, különösen Bale és Adams alakítását egyhangúlag méltatták. Az Alelnök számos fontos filmes díjat és jelölést elnyert. A 91. Oscar-gálán nyolc, a 76. Golden Globe-gálán pedig hat kategóriában jelölték díjra (utóbbin Bale díjat nyert a legjobb férfi főszereplő – zenés film vagy vígjáték kategóriában). A 72. BAFTA-gálán szintén hat kategóriában indult a film.

## Szereplők
| Színész                      | Szerep               | Magyar hang      |
| ---------------------------- | -------------------- | ---------------- |
| Christian Bale               | Dick Cheney          | Fekete Ernő      |
| Alex MacNicoll és Aidan Gail | fiatal Dick Cheney   |                  |
| Amy Adams                    | Lynne Vincent Cheney | Ruttkay Laura    |
| Cailee Spaeny                | fiatal Lynne         |                  |
| Steve Carell                 | Donald Rumsfeld      | Kassai Károly    |
| Sam Rockwell                 | George W. Bush       | Király Attila    |
| Alison Pill                  | Mary Cheney          | Földes Eszter    |
| Colyse Harger                | fiatal Mary Cheney   | Nagy Zselyke     |
| Lily Rabe                    | Liz Cheney           | Vadász Bea       |
| Violet Hicks                 | fiatal Liz Cheney    | Tóth Mira        |
| Jesse Plemons                | Kurt, a narrátor     | Welker Gábor     |
| Tyler Perry                  | Colin Powell         | Bognár Tamás     |
| Justin Kirk                  | Scooter Libby        | Rajkai Zoltán    |
| LisaGay Hamilton             | Condoleezza Rice     | Makay Andrea     |
| Eddie Marsan                 | Paul Wolfowitz       | Scherer Péter    |
| Bill Camp                    | Gerald Ford          | Kajtár Róbert    |
| Don McManus                  | David Addington      | Holl Nándor      |
| Stephen Adly Guirgis         | George Tenet         | Mihályfi Balázs  |
| Matthew Jacobs               | Antonin Scalia       | Kurely László    |
| Adam Bartley                 | Frank Luntz          | Seszták Szabolcs |
| Kirk Bovill                  | Henry Kissinger      | Kiss László      |
| Jillian Armenante            | Karen Hughes         | Kocsis Mariann   |
| Fay Masterson                | Edna Vincent         | Czifra Krisztina |
| Shea Whigham                 | Wayne Vincent        | Kárpáti Levente  |
| Alfred Molina                | pincér               | Csuja Imre       |
| Naomi Watts                  | hírolvasó            |                  |
| Joseph Beck                  | Karl Rove            | Sipos Imre       |
| Paul Perri                   | Trent Lott           | Hegedűs Miklós   |

## A film készítése
2016. november 22-én jelentették be, hogy a Paramount Pictures megszerezte a jogokat egy filmdráma elkészítéséhez Dick Cheneyről, aki a Halliburton cég vezérigazgatójából vált az amerikai történelem egyik legbefolyásosabb alelnökévé. Rendezőként és forgatókönyvíróként Adam McKayt nevezték meg. A filmet a Plan B produkciós cég készítette el, Brad Pitt, Dede Gardner és Jeremy Kleiner producerek közreműködésével. McKay, továbbá Will Ferrell és Kevin Messick szintén kivette a részét a produceri feladatok ellátásából. A főszereplőt alakító Christian Bale 2017 áprilisában írta alá szerződését és tizennyolc kilogrammot hízott a szerep kedvéért.
Augusztus 22-én Bill Pullman kapta meg Nelson Rockefeller szerepét (de a végleges változatba nem került bele), emellett közzétették a készülő film címét („Backseat”). Ezt később megváltoztatták „Vice”-ra, magyarul „Alelnök”-re. Augusztus 31-én hozták nyilvánosságra, hogy Sam Rockwell fogja alakítani George W. Bush amerikai elnököt. Stefania LaVie Owen is szerepelt volna eredetileg a filmben (az általa megformálandó szereplőt nem nevezték meg), végül mégsem játszik a film befejezett verziójában. 2017 szeptemberében Adam Bartley is csatlakozott a szereplőgárdához.
A film készítése 2017 szeptemberében kezdődött. Októberben Tyler Perry és Lily Rabe is leszerződött a filmbe, Colin Powell, illetve Liz Cheney szerepében.

## Fordítás
- Ez a szócikk részben vagy egészben  a   Vice (2018 film) című angol Wikipédia-szócikk fordításán alapul.  Az eredeti cikk szerkesztőit annak laptörténete sorolja fel. Ez a jelzés csupán a megfogalmazás eredetét és a szerzői jogokat jelzi, nem szolgál a cikkben szereplő információk forrásmegjelöléseként.